# Joan Maluquer
Juan Maluquer y Viladot (Barcelona, 3 de septiembre de 1856-Barcelona, 12 de julio de 1940) fue un político y jurista español, de origen catalán. Ocupó el cargo de gobernador general de Cataluña durante dos días de diciembre de 1935. 

## Biografía
Hijo del jurista y alcalde de Barcelona Salvador Maluquer Aytés, se licenció en Derecho por la Universidad de Barcelona en 1875. Implicado de joven en el movimiento catalanista, colaboró en La Renaixensa y fue secretario del Primer Congreso Catalanista (1880). Políticamente, estuvo influido por Germán Gamazo, y militó en el Partido Liberal-Conservador, atraído por Antonio Maura. Con este partido fue escogido regidor del Ayuntamiento de Barcelona y diputado por el distrito de Terrassa-Sabadell en las elecciones generales de 1886 y por el de Solsona a las elecciones generales de 1893, 1896 y 1898. Desde su escaño defendió la especificidad y vigencia del derecho civil catalán. También fue senador por la provincia de Lérida en el bienio 1903-1905 y diputado por Tenerife en las elecciones generales de 1907. De su estancia en las islas, escribió el libro Recuerdos de un viaje a Canarias (1906).
También ocupó importantes cargos como jurista, como el de fiscal del Tribunal Supremo en 1900, o el de decano del Colegio de Abogados de Barcelona y secretario de la Academia de Jurisprudencia y Legislación de Cataluña. 
En 1918 colaboró en la fundación de la Federación Monárquica Autonomista, grupo político impulsado por Joaquín María de Nadal y Damià Mateu, y opuesto a la Unión Monárquica Nacional del conde de Egara. En las elecciones generales de 1918 obtuvo sólo un diputado, y en las de 1920 y 1923 obtuvo escaño Santiago Güell y López. Inicialmente dieron su apoyo a la dictadura de Primo de Rivera. Como la mayor parte de sus miembros, se integró en la Lliga Regionalista antes de 1930. 
En 1930, poco antes de la proclamación de la República, fue nombrado presidente de la Diputación de Barcelona, desde donde entregó el poder a Francesc Macià cuando este proclamó la República Catalana el 14 de abril de 1931. Fue presidente de la comisión encargada de redactar el Apéndice del derecho catalán al Código civil español, como también de la Comisión Jurídica Asesora desde que fue nombrado por decreto el 24 de octubre de 1932 hasta su disolución en 1936. En 1933, la Lliga Regionalista cambió su nombre por el de «Lliga Catalana», con objetivo de dar un impuso al partido y tratar de recuperar su antiguo protagonismo político.
Durante la Segunda República dejó la política y fue miembro del consejo de administración de la empresa Fomento de Obras y Construcciones. Al estallar la Guerra Civil se guareció en Ocata (El Masnou), y en 1937 huyó a Marsella y después a París con un salvoconducto firmado por Josep Tarradellas. En 1938 regresó a San Sebastián, donde topó con Severiano Martínez Anido por su anticatalanismo. Entonces decidió establecerse con su familia en Pamplona hasta 1939, cuando volvió a Barcelona, ciudad en la que murió un año más tarde. Fue padre de Joan Maluquer i Nicolau y de Salvador Maluquer i Nicolau, fundador de la Institución Catalana de Historia Natural.
Su biblioteca personal y sus fondos se encuentran depositados en la Biblioteca del Pabellón de la República de la Universidad de Barcelona. Consta de documentos personales, correspondencia como presidente de la Diputación Provincial de Barcelona (1930-1931) y prensa de la época.

## Obras
- Teatre català: estudi històrico-crític (1878)
- Aborígens catalans (1880),
- Derecho civil especial de Barcelona y su término (1889)
- Recuerdos de una excursión a Dinamarca y Suecia (1907)
- Recuerdos de un viaje a Canarias (1908),
- El dominio del espacio en sus relaciones con el derecho (1911)
- La physionomie et la valeur sociale du droit catalan (1923)
- Records d'un viatge al Senegal (1928),
- Les meves noces d'or amb el molt il·lustre Col·legi d'Advocats de Barcelona (1929)
- Per a construir la Regió Catalana (1929)
- Una mica d'història (La catalanitat de la darrera diputació provincial de Barcelona) (1934)